# Yvon Baarspul
Yvon Baarspul

Link zum Bild

Yvon Baarspul (* 14. September 1918 in Utrecht; † 20. Februar 1993 in Köln) war ein niederländischer Dirigent.

## Leben
Yvon Baarspul war von 1948 bis 1950 Musikdirektor des Radio Philharmonieorchesters in Batavia. Danach war er Dirigent des Twents Philharmonisch Orkest („Twenter Philharmonisches Orchester“), 1954 umbenannt in Overijssels Philharmonisch Orkest („Overijsseler Philharmonisches Orchester“).
Von 1964 bis 1970 dirigierte er als Nachfolger von Franz-Paul Decker das Städtische Orchester Bochum. Unter Baarspul wurde das Orchester in Bochum auf 80 Musiker erweitert und erhielt seinen heutigen Namen: Bochumer Symphoniker.

## Ehrungen
- 1950: Ritter des Ordens von Oranien-Nassau[1]